# Sanfrecce Hiroshima
Sanfrecce Hiroshima (jap. サンフレッチェ広島, Sanfuretche Hiroshima; von japanisch san = drei, italienisch frecce = Pfeile) ist ein japanischer Fußballverein und Gründungsmitglied der landesweiten Profiliga J. League. Inklusive der Erfolge der Vorgängervereine ist Sanfrecce mit acht Titeln (Stand: Saisonende 2024) zusammen mit den Kashima Antlers Rekordmeister des Landes.

## Vereinsgeschichte
Obwohl erst 1992 als eigenständige Aktiengesellschaft (K.K. Sanfrecce Hiroshima, englisch Sanfrecce Hiroshima FC Co., Ltd.) gegründet, kann Sanfrecce dennoch von sich behaupten, der älteste Verein der Liga zu sein, denn er geht auf eine 1938 gegründete Werksmannschaft des Mazda-Konzerns (bis 1984: Tōyō Kōgyō K.K.) zurück, die 1965 die erste ausgetragene japanische Fußballmeisterschaft gewann.
Zu dieser Zeit entstand in der Industriestadt Hiroshima gerade das Maschinenbau-Konglomerat Tōyō Kōgyō, als dessen Betriebssportgruppe der Verein 1938 gegründet wurde. Als in den 60er-Jahren – Hiroshima und das Toyo-Werk waren inzwischen durch eine Atombombe zerstört und wiederaufgebaut worden – die Firmenmannschaften den Universitätsteams den Rang als führende Fußballmannschaften des Landes abliefen und nach den Olympischen Spielen 1964 in Tokio eine landesweite Meisterschaft eingeführt wurde, war der traditionsreiche Tōyō Kōgyō Soccer-bu (東洋工業サッカー部), englisch Toyo Industrial Football Club, mit von der Partie und sicherte sich den ersten Titel dieser Art. Fünf Jahre später, im Jahr 1970 hatte Toyo bereits die vierte Meisterschaft sowie dreimal den renommierten Kaiserpokal gewonnen und gilt deshalb zu Recht als beste japanische Mannschaft der 1960er Jahre.
Nach diesen für Hiroshima „goldenen Jahren“ wurde es still um Toyo und andere Mannschaften wie Yanmar Diesel, Mitsubishi oder Yomiuri übernahmen die Führungsrolle im japanischen Fußball. Ein kleiner Achtungserfolg gelang Toyo, das sich in den 80er-Jahren wie der gesamte Konzern in Mazda umbenannt hatte, erst 1987, als man erneut das Pokalfinale erreichte (0:2 gegen Yomiuri). Dies war zum Teil auch der Grund dafür, dass Mazda 1992 in die neue J. League aufgenommen wurde.
Wie die anderen neuen Profivereine legte sich auch Mazda einen neuen, europäisch angehauchten Kunstnamen zu. Doch in Hiroshima gab man sich besonders viel Mühe, westlichen Chic mit japanischer Tradition zu verbinden: in der Präfektur Hiroshima erinnert man sich noch heute an ein Gleichnis, das Mōri Motonari, einem dort ansässigen Samurai aus dem 16. Jahrhundert zugeschrieben wird: Mori soll einst seine drei Söhne aufgefordert haben, je einen Pfeil zu zerbrechen. Nachdem dies allen gelungen war, sollten sie ein Bündeln von drei Pfeilen zerbrechen, wozu keiner in der Lage war. Seitdem zieren die drei Pfeile das Wappen des Mōri-Clans und sind ein in Japan weithin bekanntes Symbol dafür, dass man mit vereinten Kräften mehr erreichen kann als alleine. Als die Klubführung das japanische Wort san (drei) mit dem italienischen Wort frecce (Pfeil) zum Kunstbegriff Sanfrecce verband und drei Pfeilspitzen in das Vereinswappen aufnahm, wollte sie also besonders auf den Teamgeist hinweisen.
1992 gründeten Präfektur und Stadt Hiroshima und 59 Unternehmen darunter Mazda, DEODEO (heute: Edion West), Chūgoku Denryoku und die Hiroshima Ginkō die Aktiengesellschaft in heutiger Form.
Diesem Teamgeist ist es wohl auch zu verdanken, dass Sanfrecce zu Beginn der J. League überraschend gut abschnitt: im neuen Big Arch Stadium, das für die Fußball-Asienmeisterschaft 1992 gebaut worden war, belegte das Team einen unerwartet guten sechsten Platz in der Hinrunde und in der Rückrunde sogar den fünften Rang. Der bisher größte Coup gelang ein Jahr später mit dem Gewinn der Hinrunde 1994 und dem daraus resultierenden Einzug ins Meisterschaftsfinale. Dort aber offenbarte sich, was für Sanfrecce zum größten Problem der kommenden Jahre werden sollte: Im Finale unterlagen sie zweimal mit 0:1 gegen Verdy Kawasaki, und die drei erreichten Pokalendspiele 1995, 1996 und 1999 endeten mit drei Niederlagen und 0:8 Toren. Demoralisiert von so vielen verpassten Gelegenheiten stieg Hiroshima 2002 aus der J. League ab, ohne einen Titel gewonnen zu haben. Es gelang zwar in der Folgesaison der direkte Wiederaufstieg, die Platzierungen in den Jahren danach blieben aber mittelmäßig, und die Saison 2007 endete unglücklich in der Relegation mit dem erneuten Abstieg.
Der in der Saison 2007 begonnene Neuaufbau der Mannschaft zeigte in der Saison 2008 volle Wirkung. Die Saison begann mit dem Gewinn des japanischen Supercups gegen den amtierenden Meister Kashima Antlers und endete nach 47 Ligaspielen mit 100 erzielten Punkten und 99 geschossenen Toren mit einem triumphalen Wiederaufstieg. Die Saison 2009 wurde als 4. beendet. Dadurch, dass Gamaba Osaka den Kaiserpokal gewonnen hat, konnte Hiroshima sich für die AFC Champions League 2010 qualifizieren. Dort schied das Team in der Gruppenphase aus.
In der Saison 2010 schaffte es die Mannschaft bis ins Finale des Yamazaki Nabisco Cups. Dort unterlag sie gegen Júbilo Iwata im Elfmeterschießen. Die Liga wurde auf dem 7. Platz beendet. In der Saison 2011 belegte man ebenfalls den 7. Rang, am Ende der Spielzeit wurde der Vertrag des Trainers Michael Petrović nicht verlängert, sein Nachfolger wurde der ehemalige japanische Nationalspieler Hajime Moriyasu. Einen Spieltag vor Ende der Saison 2012 sicherte man sich die Meisterschaft der J. League Division 1.
Bei der FIFA-Klub-Weltmeisterschaft 2015, welche in Japan ausgetragen wurde, war man als amtierender japanischer Meister startberechtigt und konnte den 3. Platz erreichen. 2022 konnte man dann unter dem deutschen Trainer Michael Skibbe erstmals den J. League Cup gewinnen.

## Erfolge

### Toyo kogyo SC und Mazda SC
- Japan Soccer League: 5

1965, 1966, 1967, 1968, 1970
- Kaiserpokal: 3

1965, 1967, 1969

### Sanfrecce Hiroshima
- J. League Division 1:

Sieger: 2012, 2013, 2015
Vizemeister: 2018, 2024
- J. League Division 2:

Sieger: 2008
Vizemeister: 2003
- Japanischer Supercup:

Sieger: 2008, 2013, 2014, 2016, 2025
- Emperor’s Cup

Finalist: 1995, 1996, 2007, 2013, 2022
- J. League Cup

Sieger: 2022
Finalist: 2010, 2014

## Stadion
Der Verein trug seine Heimspiele im Edion Stadium Hiroshima in Hiroshima in der Präfektur Hiroshima aus. Das Stadion, dessen Eigentümer die Stadt Hiroshima ist, hat ein Fassungsvermögen von 50.000 Zuschauern. Betrieben wird die Sportstätte von der Hiroshima City Sports Association.
Ab Februar 2022 war ein reines Fußballstadion im Bau. Das Edion Peace Wing Hiroshima als neue Heimat von Sanfrecce Hiroshima mit 28.520 Plätzen für 27,1 Mrd. Yen (rund 180 Mio. Euro) wurde am 1. Februar 2024 eröffnet.

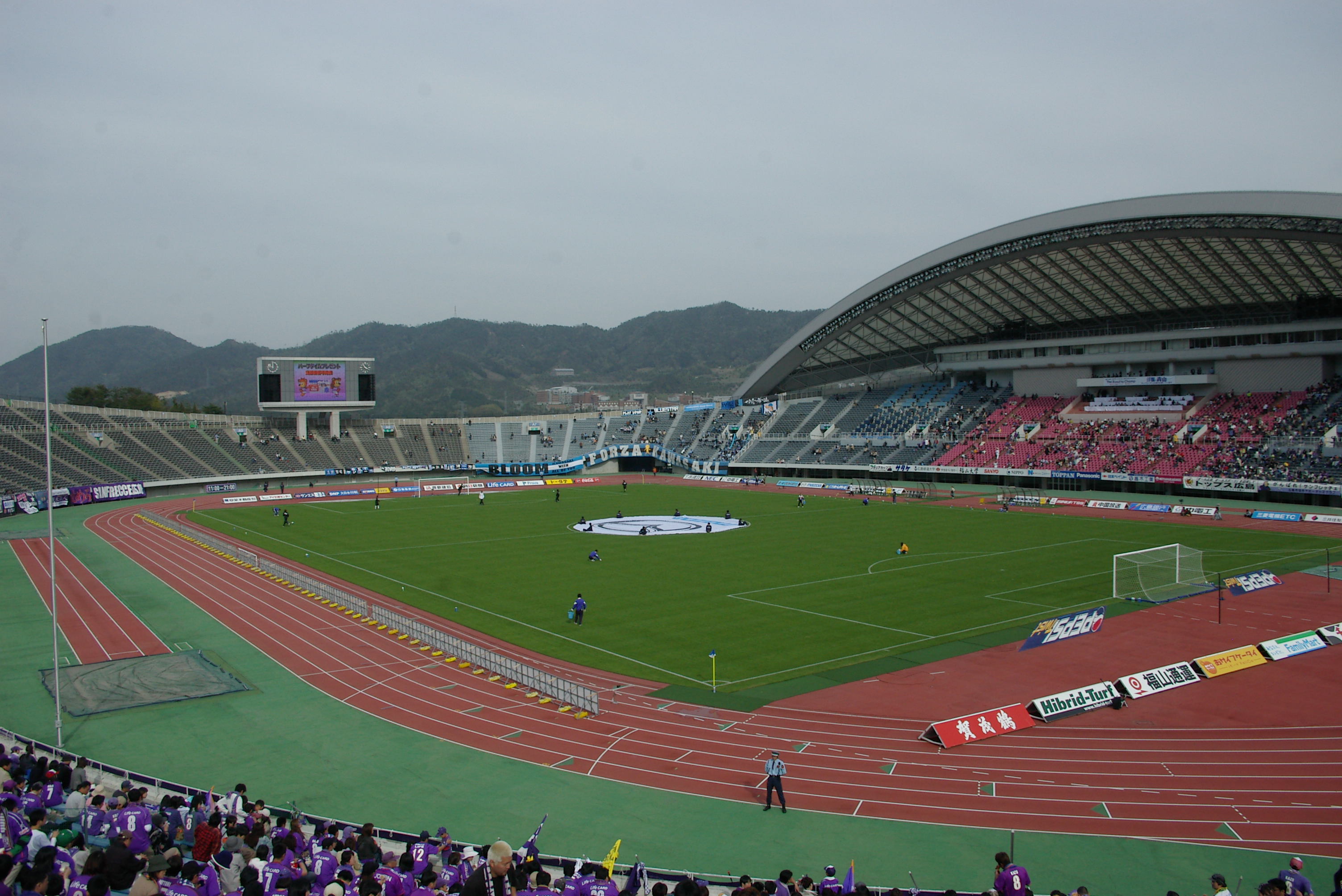
Edion Stadium Hiroshima
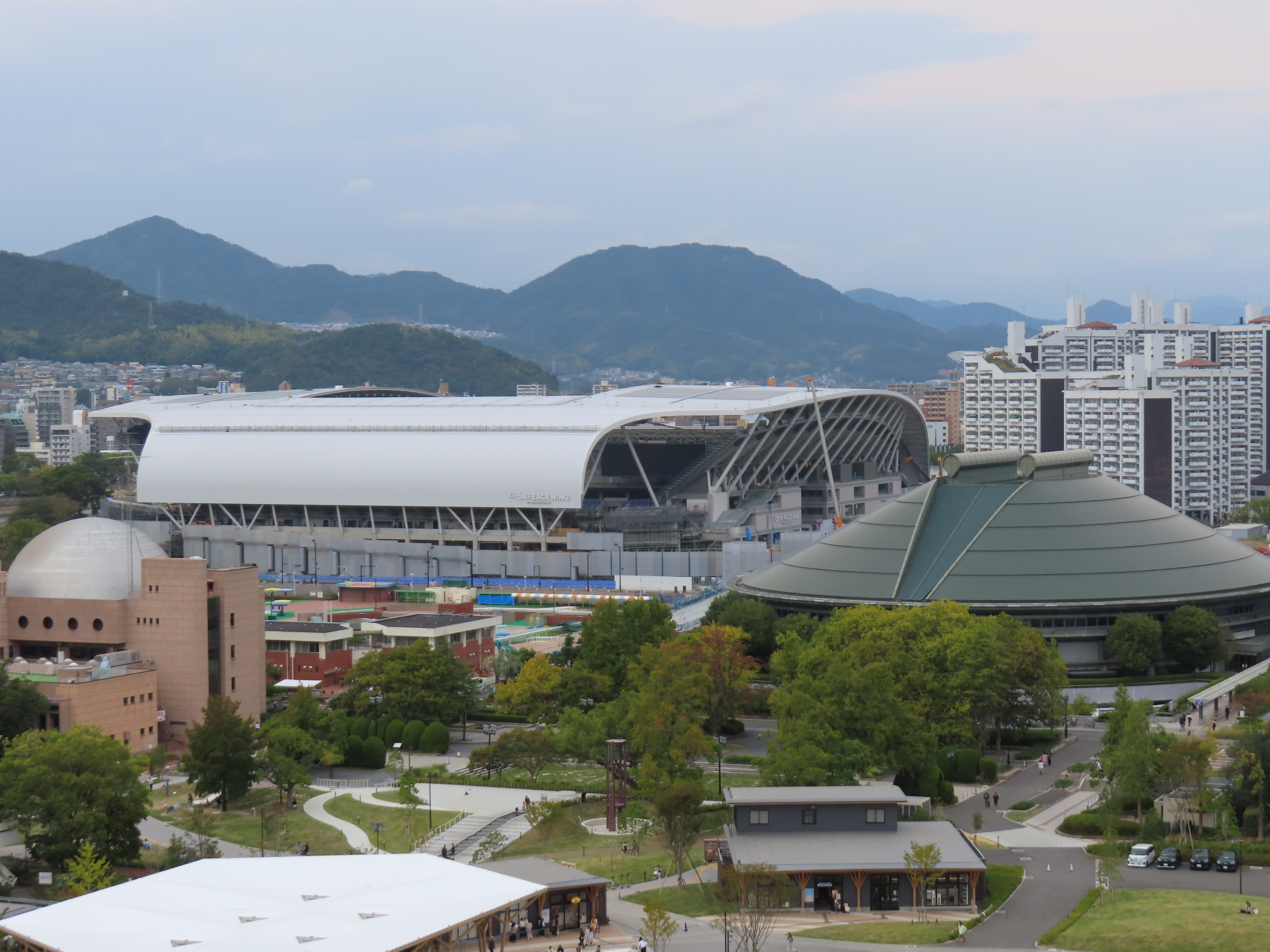
Edion Peace Wing Hiroshima

## Aktueller Kader
Stand: April 2025
| Nr. |           | Position | Name             |
| --- | --------- | -------- | ---------------- |
| 1   | Japan     | TW       | Keisuke Ōsako    |
| 3   | Japan     | AB       | Taichi Yamasaki  |
| 4   | Japan     | AB       | Hayato Araki     |
| 5   | Japan     | MF       | Hiroya Matsumoto |
| 6   | Japan     | MF       | Hayao Kawabe     |
| 9   | Japan     | ST       | Ryō Germain      |
| 10  | Brasilien | MF       | Marcos Júnior    |
| 13  | Japan     | AB       | Naoto Arai       |
| 14  | Japan     | MF       | Satoshi Tanaka   |
| 15  | Japan     | AB       | Shūto Nakano     |
| 18  | Japan     | MF       | Daiki Suga       |
| 19  | Japan     | AB       | Sho Sasaki       |
| 20  | Japan     | MF       | Shion Inoue      |
| 21  | Japan     | TW       | Yudai Tanaka     |
| 22  | Japan     | TW       | Gorō Kawanami    |
| 24  | Japan     | MF       | Shunki Higashi   |
| 25  | Japan     | MF       | Yūsuke Chajima   |

| Nr. |             | Position | Name              |
| --- | ----------- | -------- | ----------------- |
| 26  | Korea Sud   | TW       | Jeong Min-ki      |
| 27  | Japan       | AB       | Osamu Henry Iyoha |
| 30  | Deutschland | MF       | Tolgay Arslan     |
| 32  | Japan       | MF       | Sota Koshimichi   |
| 33  | Japan       | AB       | Tsukasa Shiotani  |
| 35  | Japan       | MF       | Yotaro Nakajima   |
| 36  | Japan       | ST       | Aren Inoue        |
| 38  | Japan       | TW       | Cailen Hill       |
| 39  | Japan       | ST       | Sota Nakamura     |
| 40  | Japan       | MF       | Motoki Ohara      |
| 41  | Japan       | ST       | Naoki Maeda       |
| 44  | Japan       | MF       | Taishi Semba      |
| 51  | Japan       | ST       | Mutsuki Kato      |
| 98  | Frankreich  | ST       | Valère Germain    |
|     | Japan       | TW       | Hikaru Ogawa      |
|     | Japan       | MF       | Shimon Kobayashi  |
|     | Japan       | ST       | Moki Sota         |

## Trainerchronik
| Trainer                 | Nation                | von              | bis               |
| ----------------------- | --------------------- | ---------------- | ----------------- |
| Yoshiki Yamasaki        | Japan                 | 1. Februar 1938  | 31. Januar 1943   |
| Yoshiki Yamasaki        | Japan                 | 1. Februar 1947  | 31. Januar 1950   |
| Minoru Obata            | Japan                 | 1. Februar 1951  | 31. Januar 1964   |
| Yukio Shimomura         | Japan                 | 1. Februar 1964  | 31. Januar 1972   |
| Kenzō Ōhashi            | Japan                 | 1. Februar 1972  | 31. Januar 1976   |
| Ikuo Matsumoto          | Japan                 | 1. Februar 1976  | 31. Januar 1977   |
| Aritatsu Ogi            | Japan                 | 1. Februar 1977  | 31. Januar 1981   |
| Teruo Nimura            | Japan                 | 1. Februar 1981  | 31. Januar 1984   |
| Kazuo Imanishi          | Japan                 | 1. Februar 1984  | 30. Juni 1987     |
| Hans Ooft               | Niederlande           | 1. Juli 1987     | 30. Juni 1988     |
| Kazuo Imanishi          | Japan                 | 1. Juli 1988     | 30. Juni 1992     |
| Stuart Baxter           | Schottland            | 1. Juli 1992     | 31. Januar 1995   |
| Wim Jansen              | Niederlande           | 1. Februar 1995  | 31. Januar 1997   |
| Eddie Thomson           | Schottland            | 1. Februar 1997  | 31. Januar 2001   |
| Waleri Nepomnjaschtschi | Turkmenistan Russland | 1. Februar 2001  | 31. Januar 2002   |
| Gadschi Gadschijew      | Russland              | 1. Februar 2002  | 15. Juli 2002     |
| Takahiro Kimura         | Japan                 | 16. Juli 2002    | 30. November 2002 |
| Takeshi Ono             | Japan                 | 1. Dezember 2002 | 1. April 2006     |
| Kazuyori Mochizuki      | Japan                 | 2. April 2006    | 9. Juni 2006      |
| Michael Petrović        | Österreich Serbien    | 10. Juni 2006    | 31. Januar 2012   |
| Hajime Moriyasu         | Japan                 | 1. Februar 2012  | 3. Juli 2017      |
| Akinobu Yokouchi        | Japan                 | 4. Juli 2017     | 16. Juli 2014     |
| Jan Jönsson             | Schweden              | 18. Juli 2017    | 31. Januar 2018   |
| Hiroshi Jōfuku          | Japan                 | 1. Februar 2018  | 25. Oktober 2021  |
| Kentarō Sawada          | Japan                 | 26. Oktober 2021 | 31. Januar 2022   |
| Michael Skibbe          | Deutschland           | 1. Februar 2022  |                   |

## Saisonplatzierung
| Saison | Liga | Teams | Pos. | Zusch./Sp. | J. League Cup | Kaiserpokal   | AFC CL       | FIFA-Klub-WM |
| ------ | ---- | ----- | ---- | ---------- | ------------- | ------------- | ------------ | ------------ |
| 1992   | –    | –     | –    | –          | Gruppenphase  | 2. Runde      | –            | –            |
| 1993   | J1   | 10    | 5.   | 16.644     | Gruppenphase  | Halbfinale    | –            | –            |
| 1994   | J1   | 12    | 2.   | 17.191     | 1. Runde      | Viertelfinale | –            | –            |
| 1995   | J1   | 14    | 10.  | 11.689     | –             | 2. Platz      | –            | –            |
| 1996   | J1   | 16    | 14.  | 8.469      | Gruppenphase  | 2. Platz      | –            | –            |
| 1997   | J1   | 17    | 12.  | 6.533      | Gruppenphase  | 4. Runde      | –            | –            |
| 1998   | J1   | 18    | 10.  | 8.339      | Gruppenphase  | Viertelfinale | –            | –            |
| 1999   | J1   | 16    | 8.   | 9.377      | 2. Runde      | 2. Platz      | –            | –            |
| 2000   | J1   | 16    | 11.  | 8.865      | 2. Runde      | 4. Runde      | –            | –            |
| 2001   | J1   | 16    | 9.   | 9.916      | Viertelfinale | 4. Runde      | –            | –            |
| 2002   | J1   | 16    | 15.  | 10.941     | Gruppenphase  | Halbfinale    | –            | –            |
| 2003   | J2   | 12    | 2.   | 9.000      | –             | 4. Runde      | –            | –            |
| 2004   | J1   | 16    | 12.  | 14.800     | Gruppenphase  | 4. Runde      | –            | –            |
| 2005   | J1   | 18    | 7.   | 12.527     | Gruppenphase  | 5. Runde      | –            | –            |
| 2006   | J1   | 18    | 10.  | 11.180     | Gruppenphase  | 5. Runde      | –            | –            |
| 2007   | J1   | 18    | 16.  | 11.423     | Viertelfinale | 2. Platz      | –            | –            |
| 2008   | J2   | 15    | 1.   | 10.840     | –             | Viertelfinale | –            | –            |
| 2009   | J1   | 18    | 4.   | 15.723     | Gruppenphase  | 3. Runde      | –            | –            |
| 2010   | J1   | 18    | 7.   | 14.562     | 2. Platz      | 3. Runde      | Gruppenphase | –            |
| 2011   | J1   | 18    | 7.   | 13.203     | 1. Runde      | 3. Runde      | –            | –            |
| 2012   | J1   | 18    | 1.   | 17.721     | Gruppenphase  | 2. Runde      | –            | 5. Platz     |
| 2013   | J1   | 18    | 1.   | 17.406     | Viertelfinale | 2. Platz      | Gruppenphase | –            |
| 2014   | J1   | 18    | 8.   | 16.552     | 2. Platz      | Achtelfinale  | Achtelfinale | –            |
| 2015   | J1   | 18    | 1.   | 16.382     | Gruppenphase  | Viertelfinale | –            | 3. Platz     |
| 2016   | J1   | 18    | 6.   | 15.464     | Viertelfinale | Viertelfinale | Gruppenphase | –            |
| 2017   | J1   | 18    | 15.  | 14.042     | PlayOffs      | Achtelfinale  | –            | –            |
| 2018   | J1   | 18    | 2.   | 14.346     | Gruppenphase  | Achtelfinale  | –            | –            |
| 2019   | J1   | 18    | 6.   | 13.886     | Viertelfinale | 4. Runde      | Achtelfinale | –            |
| 2020   | J1   | 18    | 8.   | 4.545      | Gruppenphase  | –             | –            | –            |
| 2021   | J1   | 20    | 11.  | 5.920      | Gruppenphase  | 2. Runde      | –            | –            |
| 2022   | J1   | 18    | 3.   | 10.493     | Sieger        | 2. Platz      | –            | –            |
| 2023   | J1   | 18    | 3.   | 16.128     | Gruppenphase  | 3. Runde      | –            | –            |
| 2024   | J1   | 20    | 2.   | 25.609     | Viertelfinale | Viertelfinale | –            | –            |
| 2025   | J1   | 20    |      |            |               |               |              |              |

## Auszeichnungen

### Spieler des Jahres
- Hisato Sato (2012)
- Toshihiro Aoyama (2015)

### Torschützenkönig des Jahres
- Hisato Sato (2012)
- Peter Utaka (2016)

### Nachwuchsspieler des Jahres
- Kazuyuki Morisaki (2000)
- Takuma Asano (2015)

### Elf des Jahres
- Takuya Takagi (1994)
- Hisato Sato (2005, 2012)
- Tomoaki Makino (2010)
- Toshihiro Aoyama (2012, 2013, 2015)
- Shūsaku Nishikawa (2012, 2013)
- Hiroki Mizumoto (2012)
- Yōjirō Takahagi (2012)
- Tsukasa Shiotani (2014, 2015, 2016)
- Douglas (2015)

## Kooperation
Am 15. September 2021 gab der deutsche Bundesligist 1. FC Köln eine zweieinhalb Jahre andauernde Kooperation mit Sanfrecce Hiroshima bekannt. Kernpunkte der Zusammenarbeit sind die Bereiche Sport und Management.